# Casa de Carvalhais
A Casa de Carvalhais é um palácio setecentista situado no lugar de Carvalhais, na freguesia de Moita, em Anadia.
No Inventário Artístico de Portugal lê-se que esta casa corresponde ao antigo paço dos senhores da terra, informação essa que se enraizou e é hoje aceite como verdadeira, ainda que não corresponda à realidade. Esta casa e o antigo Paço de Carvalhais são edificações distintas.

## Descrição
Trata-se de uma construção do século XVIII, erigida junto ao lugar de Carvalhais, a cerca de 100 metros do antigo paço dos donatários do senhorio de Ferreiros, Carvalhais e Ílhavo, com cantarias em grés vermelho, designado do Buçaco.
Ostenta, na fachada principal, voltada a nascente, uma pedra de armas em calcário de Ançã, com a heráldica dos Fonsecas, Silvas e Vasconcelos.
É descrita da seguinte forma no Inventário Artístico de Portugal: "Edifício de grande volume. Apresenta notável fachada da primeira metade do séc. XVIII, ainda em linhas clássicas. As cantarias do grês vermelho local acentuam-lhe o carácter arquitectónico. São os cunhais tratados na ordem dórica. Coroa a frontaria forte entablamento do dórico denticular com tríglifos no friso. Alinham-se no andar nobre oito janelas rasgadas, de vão rectangular, dominadas de frontões, alternadamente curvos e triangulares, e dotados de bacias pouco salientes que se apoiam em duas mísulas, com grades de ferro, em chapa recortada, do tempo. Ao meio, sobre a entrada, foi-lhe incluída posteriormente uma janela de verga curva. Acima dela e a invadir a cornija crava-se o brasão, talvez deslocado pela abertura daquela. Abre-se a meio a porta rectangular, com entablamento dórico, de tríglifos e frontão quebrado. O átrio austero mostra no topo dois arcos, encerrando a escadaria o do direita. O brasão foi esculpido em calcário brando. Envolvem o escudo ornatos do barroco joanino, de bom efeito decorativo".

## História
Foi erigida no século XVIII pela família Fonseca e Silva, oriunda da freguesia de Pala, à qual pertencia Frei Bernardo da Fonseca e Silva (1690-1752), freire da Ordem de Avis e prior da igreja de São Tiago da Moita, que instituiu o vínculo de Carvalhais.
Esta família esteve ligada por relações de parentesco aos senhores da Quinta de Famalicão, na freguesia vizinha de Arcos e Mogofores, dela descendendo José Maria de Vasconcelos Mascarenhas.